# Vilniaus paukštynas
AB Vilniaus paukštynas ist ein litauisches Unternehmen in Rudamina (Rajongemeinde Vilnius), 12 km von Vilnius. Der Geflügelzüchter und -verarbeiter gehört mit AB "Kauno grūdai" und AB "Kaišiadorių paukštynas" zur Unternehmensgruppe "KG Group". Das Unternehmen wurde 1964 gegründet. 2016 beschäftigte es 1.422 Mitarbeiter. Es hat HACCP, 0BRC und ISO 22000-Qualitätsstandards. Die Hühner legen täglich über 50.000 Eier, im Inkubator schlüpfen zwischen 30.000 und 50.000 Hühner täglich. Man bereitet täglich 80 Tonnen Hühnerfleisch vor (mehr als 100 Produkte).